# Панцингер, Фридрих
Фридрих Артур Панцингер (нем. Friedrich Arthur Panzinger; имя при рождении — Фриц Артур Вагензон нем. Fritz Arthur Wagensohn; 1 февраля 1903, Мюнхен, Германская империя — 8 августа 1959, Мюнхен, ФРГ) — оберфюрер СС, командир айнзацгруппы А, командиром полиции безопасности и СД в рейхскомиссариате Остланд начальник 5-го управления (уголовная полиция) в главном управлении имперской безопасности (РСХА).

## Биография
Фридрих Панцингер родился 1 февраля 1903 года в Мюнхене. При рождении ему была дана фамилия Вагензон. Его матерью была незамужняя кухарка Луиза Вагензон, а отцом был фотограф Артур Фидлер. 23 июля 1909 года Фридриху была дана фамилия посыльного банка Йозефа Панцингера, за которого вышла замуж его мать.
После окончания реального училища в 1919 году поступил на службу в полицейское управление в Мюнхене. Панцингер после сдачи приёмного экзамена был принят в качестве полицейского офицера на государственную службу и позже был переведён в политическую полицию в своём родном городе. В 1927 году окончил вечернюю школу и поступил на юридический факультет Мюнхенского университета. С 1931 по 1934 год проходил обязательную юридическую практику. В 1934 году сдал второй государственный экзамен. Впоследствии был принят на службу в высшие полицейские органы и получил чин правительственного советника.
После прихода к власти нацистов летом 1933 года присоединился к штурмовым отрядам (СА). В СА до 1937 года состоял в конной роте. 1 мая 1937 года вступил в НСДАП (билет № 5017341). 20 апреля 1939 года был зачислен в ряды СС (№ 322118).
С 1 октября 1937 года служил в качестве комиссара уголовной полиции в отделении гестапо в Берлине. В берлинском гестапо Панцингер возглавлял группу B с четырьмя отделениями. Он лично отвечал за такие сферы, как борьба с коммунизмом, вопросы «превентивного заключения», прессы и охраны. В ноябре 1939 года получил звание штурмбаннфюрера СС. С начала 1940 года Панцингер занимал должность заместителя начальника гестапо в Берлине.
В августа 1940 года был назначен специальным представителем полиции безопасности в немецком дипломатическом представительстве в Софии. В его задачи входила борьба с коммунизмом, принятие мер против антигерманских устремлений и поддержка политических и пропагандистских усилий немецкой дипмиссии за рубежом. Одним из направлений работы была защита от советского шпионажа. Панцингер руководил поиском советских агентов, забрасываемых на территорию Болгарии на парашютах. В 1940 и 1941 годах около 50 советских агентов были схвачены, некоторые из которых были использованы в радиоиграх, а затем расстреляны.
26 сентября 1941 года получил должность начальника управленческой группы IV A (отдел по борьбе с врагами) в главном управлении имперской безопасности (РСХА). Согласно собственному заявлению Панцингера, он занимался борьбой с коммунизмом и противодействием советскому шпионажу. Он также несет ответственность за выполнение приказов № 8 и 9 полиции безопасности и СД, согласно которым в лагерях военнопленных проводился поиск «политически подозрительных» лиц. Политкомиссары и военнопленные еврейского происхождения отделялись из общей массы и подвергались уничтожению в концентрационных лагерях. Летом 1942 года специальная комиссия, состоявшая не менее чем из 30 офицеров начала расследование деятельности организации немецкого движения сопротивления «Красная капелла». Официальным главой комиссии был назначен Панцингер, но фактически расследованием руководил унтерштурмфюрер СС Хорст Копков. Панцингер вмешался в допрос обвиняемого только в случае с Харро Шульце-Бойзеном, когда последний утверждал, что переправлял документы в Швецию. В ходе расследований с августа 1942 по март 1943 года было арестовано около 130 человек. Гестапо применяло к ним пытки. Из 130 человек, четверо мужчин покончили жизнь самоубийством, пятеро были убиты без суда и следствия, а еще 49 были приговорены к смертной казни, в том числе 19 женщин. В январе 1941 года был повышен до оберштурмбаннфюрера СС, в апреле 1943 года — до штандартенфюрера СС, а в сентябре 1943 года — до оберфюрера СС.
С 4 сентября 1943 по май 1944 года возглавлял айнзацгруппу A, действовавшую в тыловом районе группы армий «Север», в Прибалтике и Белоруссии. В задачи подразделения выходила ликвидация всех потенциальных врагов и «расово неполноценных» людей. Панцингер также был командиром полиции безопасности и СД в рейхскрмиссариате Остланд со штаб-квартирой в Риге. На одном из допросов было зафиксировано, что подчиненные ему подразделения убили около 10 000 человек, еще 5000 человек были ликвидированы во время его службы в Прибалтике. Кроме того, после проведения «очистительных акций» в тюрьмах и концлагерях около 15 000 человек были депортированы в Германию, а еще 5000 в оккупированную Францию для строительства базы полноводных лодок.
31 января 1944 года Панцингер направил письма командирам полиции безопасности и СД в Каунасе, Ревеле и Риге об «очищении от евреев оккупированных восточных территорий». Меры варьировались от разделения «русско-еврейских» смешанных браков до депортации в концлагеря, включая детей если они были пригодны для работы. Иная судьба ожидала людей смешанных кровей, которые должны быть «эвакуированы», также как и супруги-евреи и полукровки, непригодные к труду.
В марте 1944 года после реорганизации IV управления РСХА Панцингер возглавил отраслевой отдел IV A. 15 августа 1944 года в качестве преемника Артура Небе возглавил уголовную полицию (5-е управление РСХА). За его действия после покушения на Гитлера в ходе участия в расследовании и подавления заговора 20 июля в середине октября был назначен полковником полиции, а в конце ноября был награждён Немецким крестом в серебре.
Панцингер был одним из ответственных за убийство 19 января 1945 года французского пленённого генерала Гюстава Месни в окрестностях Носсена.

### После войны
По окончании войны бежал из осаждённого Берлина и нашел убежище у крестьянина в Австрии недалеко от югославской границы. 3 октября 1946 года был арестован и доставлен в тюрьму НКВД в Бадене под Веной. В тюрьме Панцингера допрашивали три месяца после чего перевели в Москву в Лубянскую тюрьму. 22 марта 1952 года решением военного трибунала Московского округа был трижды приговорён к 25 годам трудовых лагерей. Панцингера осудили на основании указа Президиума Верховного Совета СССР № 39 от 19 апреля 1943 года «О мерах наказания для немецко-фашистских злодеев» за зверства, совершенные против советских граждан, преступления против мира и человечества и шпионскую деятельность против СССР. Впоследствии трибунал в качестве меры наказания установил 25-летний срок заключения. Отбывал наказание во Владимирской тюрьме.
В качестве неамнистированного военного преступника 11 октября 1955 года был передан ФРГ и освобождён. Весной 1956 года Панцингер стал сотрудником БНД под руководством Рейнхарда Гелена под кодовым именем «Хайнц Паульсен», а с 1959 года работал в трастовой компании. Фридрих Панцингер работал под руководством Фридриха Буша в операции «Паноптикум» под руководством Хайнца Фельфе, в которой Панцингер должен был использоваться как двойной агент против КГБ.
С 15 августа 1956 года судебный следователь в Мюнхене проводил предварительное расследование в отношении Пацнингера по делу об убийстве французского генерала Гюстава Месни и казни советских военнопленных. 22 июня 1959 года против Панцингера обер-прокурором Мюнхена было выдвинуто обвинение в пособничестве в убийстве. В тот же день был выдан ордер на арест обвиняемого в связи с риском его побега. Решение о выдаче ордера было принято 5 августа 1959 года. 8 августа 1959 года в 9:35 утра Панцингеру был передан ордер на арест, однако незадолго до того как его должны были доставить в суд сотрудники полиции он потерял сознание и умер в своей квартире. В связи с обстоятельствами смерти прокурор распорядился провести вскрытие. Согласно заключению токсикологической экспертизы, было установлено, что Панцингер умер в результате отравления цианистым калием.

## Комментарии
1. ↑  Таким эвфемизмом нацисты обозначали организованное ими массовое уничтожение.
2. ↑  Эвфемизм, обозначающий депортацию в концлагеря.